# Magdalena Biniaś-Szkopek
Magdalena Biniaś-Szkopek – polska historyk, dr hab, zatrudniona na stanowisku profesora uczelni na Wydziale Historii Uniwersytetu im. Adama Mickiewicza w Poznaniu.

## Życiorys
W 2003 ukończyła studia historyczne na Uniwersytecie im. Adama Mickiewicza, 25 czerwca 2007 obroniła pracę doktorską Bolesław IV Kędzierzawy - książę Mazowsza i princeps, następnie uzyskała stopień doktora habilitowanego na podstawie dorobku naukowego i monografii Małżonkowie przed sądem biskupiego oficjała poznańskiego w pierwszej ćwierci XV wieku.
Była zatrudniona na stanowisku adiunkta w Instytucie Historii na Wydziale Historii Uniwersytetu im. Adama Mickiewicza w Poznaniu, oraz kustosza bibliotecznego w Polskiej Akademii Nauk Biblioteki Kórnickiej.
Jest profesorem uczelni na Wydziale Historii Uniwersytetu im. Adama Mickiewicza w Poznaniu. Od 15 lipca 2023 roku jest dyrektorem Biblioteki Kórnickiej PAN.